# سد راکسبورگ
سد راکسبورگ (به لاتین: Roxburgh Dam) یک سد در نیوزیلند است که در Central Otago District واقع شده‌است.